# Глебов (Тернопольская область)
Глебов (укр. Глібів) — село в Гримайловской поселковой общине Чортковского района Тернопольской области Украины.
До 2020 года входило в Гусятинский район.
Код КОАТУУ — 6121680701. Население по переписи 2001 года составляло 981 человек.

## Географическое положение
Село Глебов находится в месте слияния рек Гнилая Рудка и Гнилая,
выше по течению на расстоянии в 1,5 км расположено село Познанка,
ниже по течению на расстоянии в 0,5 км расположен посёлок Гримайлов.

## История
- 1564 год — дата основания.

## Объекты социальной сферы
- Школа I—II ст.
- Дом культуры.

## Достопримечательности
- Братская могила советских воинов.